# Frou-Frou
Frou Frou foi um programa de televisão de entretenimento exibido pela RTP1 entre 1994 e 1995 e que contou com a apresentação de Alexandra Lencastre, Margarida Pinto Correia, Catarina Portas, Margarida Martins e ainda Maria Lúcia Lepecki. O programa tinha o formato de um magazine feminino, exibido à noite, e contava frequentemente com convidados especiais.